# Presidentvalet i USA 1840
Presidentvalet i USA 1840, som hölls mellan fredagen den 30 oktober och onsdagen den 2 december 1840, var det 14:e presidentvalet i USA:s historia. Demokratiska partiets kandidat, president Martin Van Buren, ställde upp för omval i ekonomiska nedgångstider. Whigpartiet lyckades för första gången ena sig bakom en kandidat, William Henry Harrison. Som Harrisons medkandidat nominerade whigpartiet demokraten John Tyler, medan demokraterna inte lyckades bli eniga om en vicepresidentkandidat. Harrison och Tyler vann valet med 52,9% av rösterna. Timmerstugan användes flitigt som en symbol av Harrisons folklighet och därför blev den vinnande kampanjen känd som the log cabin campaign. Den berömda kampanjsloganen "Tippecanoe and Tyler Too" ingick i Harrisons och Tylers kampanjsång "Tip and Ty". Den segrande presidentkandidaten Harrison avled efter ungefär en månad i ämbetet och efterträddes av vicepresidenten Tyler som snabbt råkade i konflikt med whigpartiet som hade nominerat honom.

## Valkampanjer

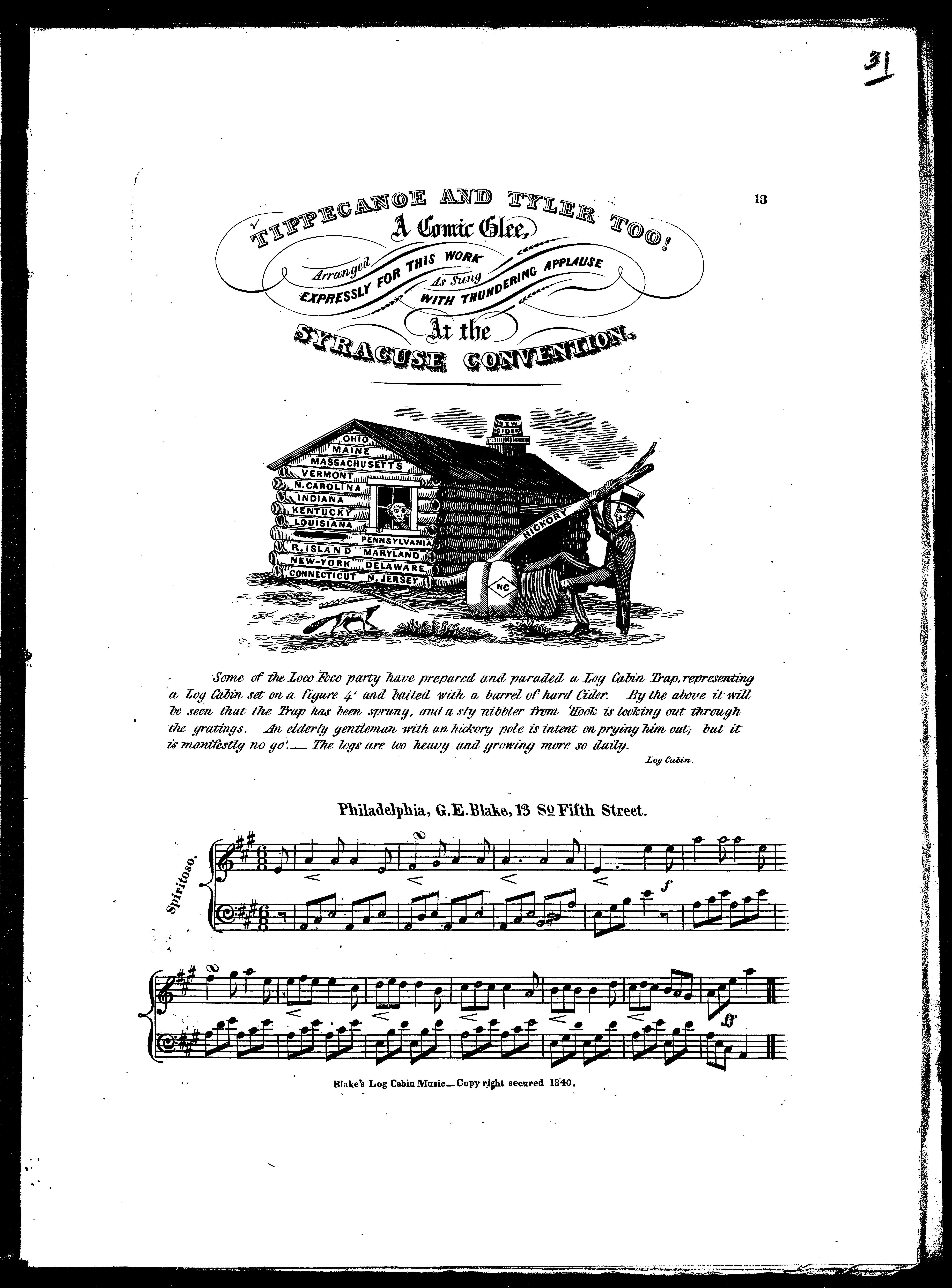
Kampanjsången "Tip and Ty" skrevs av Alexander Coffman Ross. Timmerstugan symboliserade Harrisons folklighet i kampanjmaterialet.

Whigpartiets kampanj efterliknade till en del demokraten Andrew Jacksons gamla strategi. Demokraterna hade segrat i 1828 och 1832 års presidentval genom att betona Jacksons folklighet och militära bedrifter. Under Van Burens tid som president hade demokraterna förlorat i popularitet på grund av den djupa ekonomiska krisen, 1837 års panik. Harrison hade kandiderat redan i presidentvalet 1836 utan att kunna ena hela whigpartiet bakom en kandidat. I presidentvalet 1840 gjorde han något som inte tidigare hade gjorts i USA:s politiska historia med en aktiv kampanj som han kontinuerligt förde efter valförlusten 1836.
Demokraternas tidningar lät förstå att Harrison var för gammal för att bli president och höll på att bli senil. En demokrat skrev att det räcker för Harrison med en tunna av cider och en pension på 2 000 dollar per år, och han kommer att sitta kvar i sin timmerstuga resten av livet. Whigpartiet nappade på tanken om en timmerstuga som Harrisons boning. Demokraten Van Buren hade växt upp i enkla förhållanden, medan Harrison hade rik överklassbakgrund. Genom att använda timmerstugan som kampanjsymbol lät whigpartiet förstå att Harrison var i en enkel och folklig man, medan motståndaren och ämbetsinnehavaren Van Buren utmålades som en rik snobb som inte längre kunde relatera till det enkla folket. Timmerstugan och cidern bejakades av whigpartiet som symboler av Harrisons tuffhet, av vilken anledning han lanserades som the log cabin and hard cider candidate. Kampanjsångerna var en viktig del av kampanjen på båda sidorna. Mot Harrisons och Tylers "Tip and Ty" använde demokraterna en egen kampanjsång där Harrison utpekades som falsk ("Tip is a fake") och Van Buren kallades magiker ("Van's a magician").
Harrisons smeknamn "Tippecanoe" (eller "Tip") betonade whigkandidatens bakgrund som militär som hade krigat mot indianerna, särskilt hans bedrifter i slaget vid Tippecanoe år 1811. Van Buren fick ta emot kritik på grund av demokraternas misslyckade ekonomiska politik som ansågs ha bidragit till paniken 1837. Nedgången var i gång redan när Van Buren tillträdde presidentämbetet och den förda politiken under hans tid var en fortsättning på företrädaren Jacksons politik.

## Resultat
| President- kandidat    | Parti- tillhörighet | Hemstat  | Röster(a) | Röster(a) | Elektors- röster | Vicepresident- kandidat                                                 | Hemstat                     |
| President- kandidat    | Parti- tillhörighet | Hemstat  | Antal     | Andel     | Elektors- röster | Vicepresident- kandidat                                                 | Hemstat                     |
| ---------------------- | ------------------- | -------- | --------- | --------- | ---------------- | ----------------------------------------------------------------------- | --------------------------- |
| William Henry Harrison | Whig                | Ohio     | 1 275 390 | 52,9 %    | 234              | John Tyler                                                              | Virginia                    |
| Martin Van Buren       | Demokrat            | New York | 1 118 854 | 46,8 %    | 60               | Richard Mentor Johnson(b) Littleton Waller Tazewell(c) James K. Polk(d) | Kentucky Virginia Tennessee |
| James G. Birney        | Liberty Party       | New York | 6 797     | 0,3 %     | 0                | Thomas Earle                                                            | Pennsylvania                |
| Övriga                 |                     |          | 767       | 0,0 %     | –                | Övriga                                                                  | -                           |
| Totalt                 | Totalt              | Totalt   | 2 511 808 | 100 %     | 294              | -                                                                       | -                           |

(a) South Carolina ingick inte i röstetalet, eftersom elektorerna där valdes av delstatens lagstiftande församling istället för genom folkval.
(b) Johnson fick 48 elektorsröster i valet av vicepresident.
(c) Tazewell fick 11 elektorsröster i valet av vicepresident.
(d) Polk fick en röst i valet av vicepresident.